# Paschoal Thomeu
Paschoal Thomeu (São Paulo, 8 de abril de 1926 — São Paulo, 9 de agosto de 2006) foi um contabilista, empresário e político brasileiro. Foi prefeito de Guarulhos entre 1989 e 1992 e deputado estadual de São Paulo entre 1995 e 2006.

## Biografia

### Primeiros anos e formação acadêmica
Paschoal Thomeu nasceu em São Paulo, no dia 8 de abril de 1926, filho de Annunciato Thomeu e Carmella Lamberga. Fez o primário e o colegial no Liceu Coração de Jesus e posteriormente graduou-se em contabilidade pela Fundação Álvares Penteado (FAAP).

### Política
Iniciou sua trajetória na vida pública no ano de 1988, sendo eleito prefeito do município de Guarulhos estando filiado aoMovimento Democrático Brasileiro (MDB). Após a gestão em Guarulhos, foi indicado pelo então governador de São Paulo, Luiz Antonio Fleury Filho (MDB), para ser presidente da empresa estatal energética Eletropaulo.
No ano de 1994, concorreu ao cargo de deputado estadual de São Paulo e foi eleito. Filiado ao Partido Progressista Brasileiro (PPB), candidatou-se novamente para prefeitura de Guarulhos, ficando em segundo lugar, sendo superado por Néfi Tales (PDT). Em 1998, foi reeleito deputado estadual.
Mudou-se novamente de partido filiando-se ao Partido Trabalhista Brasileiro (PTB), e novamente foi candidato a prefeito de Guarulhos, onde foi novamente derrotado. Após a derrota, Thomeu pediu anulação da eleição alegando que a TV Globo interferiu no pleito. Em 2002, foi eleito pela terceira deputado estadual de São Paulo.
Em 2004, concorreu pela quarta vez ao cargo de prefeito de Guarulhos, conquistando o terceiro lugar, sendo superado por Elói Pietá (PT) e Jovino Cândido (PV).

#### Desempenho eleitoral
| Ano  | Cargo                          | Partido | Votos   | Resultado  | Ref.   |
| ---- | ------------------------------ | ------- | ------- | ---------- | ------ |
| 1988 | Prefeito de Guarulhos          | MDB     | -       | Eleito     | [ 15 ] |
| 1994 | Deputado estadual de São Paulo | MDB     | 131.979 | Eleito     | [ 8 ]  |
| 1996 | Prefeito de Guarulhos          | PPB     | 96.691  | Não eleito | [ 9 ]  |
| 1998 | Deputado estadual de São Paulo | PPB     | 87.577  | Eleito     | [ 10 ] |
| 2000 | Prefeito de Guarulhos          | PTB     | 107.668 | Não eleito | [ 11 ] |
| 2002 | Deputado estadual de São Paulo | PTB     | 61.464  | Eleito     | [ 13 ] |
| 2004 | Prefeito de Guarulhos          | PTB     | 32.635  | Não eleito | [ 16 ] |

## Vida pessoal
Foi casado com Marina Thomeu, com quem teve dois filhos, Roseli Thomeu que foi deputada estadual por São Paulo e Rafael que veio à óbito.

## Morte
Foi diagnosticado com pneumonia em 2006. Morreu no Instituto Dante Pazzanese de Cardiologia, de falência múltipla de órgãos após um infarto que o deixou em coma.